# Giovanni Giuseppe Bianconi

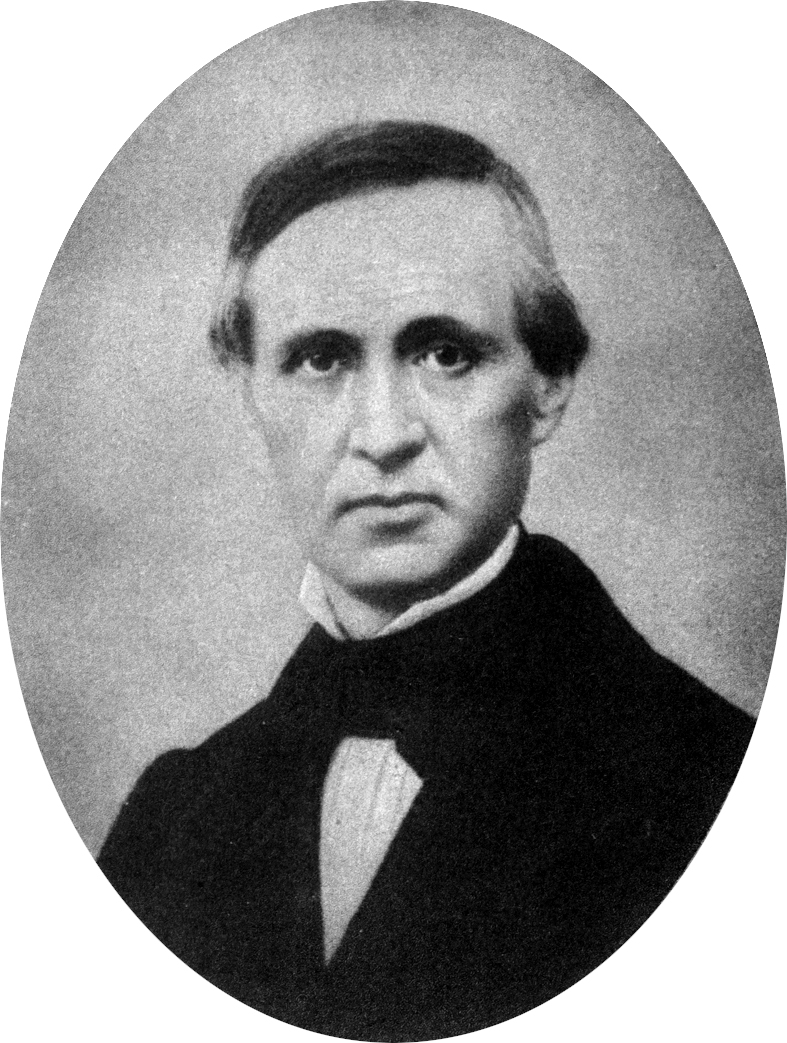
Giovanni Giuseppe Bianconi

Giovanni Giuseppe Bianconi (* 31. Juli 1809 in Bologna; † 18. Oktober 1878 ebenda) war ein italienischer Malakologe, Herpetologe, Botaniker und Geologe. Er war Professor für Naturgeschichte an der Universität Bologna.
Bianconi stammte aus einer Akademiker-Familie, sein Urgroßvater Gian Ludovico Bianconi (1717–1781) war Medizinprofessor in Bologna, Leibarzt des Königs von Sachsen und Botschafter in Paris und Rom. Sein Onkel Girolamo war Archäologieprofessor in Bologna. Seine Mutter war Französin. Bianconi verwaiste früh und wurde von einem Onkel Gian Pietro erzogen. Er besuchte das Jesuiten-Kolleg in Modena und am Seminar von Bologna und studierte in Bologna Mathematik und Philosophie mit dem Laurea-Abschluss 1837. Danach bereiste er zu Forschungszwecken den Appennin. Er lehrte ab 1840 in Bologna Zoologie und Mineralogie und wurde 1842 Professor für Naturgeschichte. Da er 1864 den Eid auf die Republik verweigerte verlor er seine Professur. Aus ähnlichen konservativen, religiösen Gründen lehnte er die Evolutionstheorie von Darwin ab, dargelegt in einem Buch 1874. Ähnlichkeiten zwischen Arten sah er nicht als Hinweis auf gemeinsame Abstammung, sondern als funktionelle Homologie. Er war auch zeitweise Direktor des Naturkundemuseums in Bologna und reiste 1850 nach Paris und London um dortige Museen zu studieren (besonders das British Museum). 1852 war er Kommissar der Agrar- und Industrieausstellung der Provinz Bologna. Er starb an Lungenentzündung.
Bianconi beschrieb einige neue Reptilienarten.
Bianconi war mit Vittoria Bignardi verheiratet, Tochter des Anatomieprofessors in Modena, und hatte mit ihr vier Kinder.

## Schriften
- Sul sistema vascolare delle foglie considerato come carattere distintivo [sic] per la determinazione delle filliti, Bologna, 1838
- Storia naturale dei terreni ardenti, dei vulcani fangosi, Bologna 1840
- Repertorio Italiano per la Storia Naturale. Zoologiam, Mineralogiam, Geologiam, Palaentologiam,  Bologna 1854
- La Theorie Darwinienne et la creation dite independante, 1874 (das Werk erschien auch in Italienisch)
- Specimina Zoologica Mosambicana, fasciculus IV, V. (Mollusca), Memorie della Accademia delle Scienze dell'Istituto di Bologna, Band 3, 1850/1851, S. 3–18, 91–112